# 塞萊尼察足球會
塞萊尼察足球會(KF Selenica)是一支位於阿爾巴尼亞塞萊尼察的職業足球會，目前於阿爾巴尼亞乙組足球聯賽角逐。

## 榮譽
阿爾巴尼亞乙級足球聯賽
- 冠軍 (1): 1988–89